# Florystyka
Florystyka, autochorologia, florystyczna geografia roślin, geobotanika florystyczna – dział botaniki, a ściślej geografii roślin i geobotaniki, zajmujący się inwentaryzacją flory w celu ustalania spisu gatunków roślin z podaniem ich stanowisk (rozmieszczenia) na określonym obszarze. W szerszym ujęciu zajmuje się badaniem zasięgów roślin, grupowaniem roślin według kryterium zasięgowego oraz powinowactwem florystycznym różnych obszarów, ich zróżnicowaniem florystycznym.
Wyniki badań florystycznych mają kluczowe znaczenie dla oceny stanu, potrzeb i celów ochrony różnorodności biologicznej. 
Publikowaniu prac z zakresu florystyki są poświęcone specjalne czasopisma, np. w Polsce Fragmenta Floristica et Geobotanica.